# The dark side of the Moog, vol. 5
The dark side of the Moog, vol. 5 is een studioalbum van Klaus Schulze en Peter Namlook (eigenlijk Peter Kuhlman). Het bevat de voortzetting van de samenwerking tussen deze twee specialisten binnen de elektronische muziek. Opnamen vonden plaats in een geluidsstudio in Frankfurt am Main.
De opname verscheen bij Fax, hetgeen na verloop van tijd distributieproblemen kende en verdween. In 2015 bracht Schulze de gehele serie in drie verzamelboxen uit op zijn eigen platenlabel MIG (Made In Germany). 
De titel van de reeks is een verbastering van Pink Floyds muziekalbum The Dark Side of the Moon. Het is tevens een verwijzing naar het synthesizermerk Moog, Robert Moog verzorgde zelf de mondelinge introductie van dit album op track 1. De tracks van deel 5 heten alle Psychedelic brunch, een variant op Pink Floyd’s nummer Alan's Psychedelic Breakfast van album Atom Heart Mother. Schulze en Namlook verklaarden dat er geen verband is tussen de muziek van hun en die van Pink Floyd, maar dat het verband gezocht moet worden in het gebruik van de Moog, bij Pink Floyd door Richard Wright. 

## Musici
- Klaus Schulze, Peter Namlook – synthesizers, elektronica

## Muziek
| Nr. | Titel                          | Duur  |
| --- | ------------------------------ | ----- |
| 1.  | Psychedelic brunch (part I)    | 0:15  |
| 2.  | Psychedelic brunch (part II)   | 4:30  |
| 3.  | Psychedelic brunch (part III)  | 8:30  |
| 4.  | Psychedelic brunch (part IV)   | 3:46  |
| 5.  | Psychedelic brunch (part V)    | 16:21 |
| 6.  | Psychedelic brunch (part VI)   | 8:44  |
| 7.  | Psychedelic brunch (part VII)  | 9:50  |
| 8.  | Psychedelic brunch (part VIII) | 8:20  |

## Nasleep
Ondanks dat de serie als een uitstapje van Schulze werd gezien, vonden er regelmatig heruitgaven plaats waarbij Schulze zelf garant stond voor de box-versie uit 2026 die hij uitbracht op zijn eigen Made in Germany-label. In 2019 volgde op datzelfde label van de delen 5 en 6 opnieuw (dubbel)elpeepersingen met goede geluidskwaliteit.